# Isla Mala
Isla Mala o Veinticinco de Mayo és una localitat ubicada al departament de Florida, Uruguai. Es troba a 170 metres sobre el nivell del mar i té una població aproximada de 820 habitants. Forma part d'un nucli de pobles entre els quals es troben Cardal, Veinticinco de Agosto, Ituizangó i Mendoza.
| 1963  | 1975  | 1985  | 1996  | 2004    |
| ----- | ----- | ----- | ----- | ------- |
| 1.693 | 1.874 | 1.834 | 1.931 | {{{5}}} |